# Haining Open 2019
L'Haining Open 2019 è il decimo evento della stagione 2019-2020 di snooker, il quarto Non-Ranking, ed è la sesta edizione di questo torneo che si è disputato dal 22 al 26 ottobre 2019 ad Haining in Cina.
1° Haining Open e 1º Titolo Non-Ranking per Thepchaiya Un-Nooh.

## Finale 2018: Mark Selby 5-4 Li Hang

### Fase a eliminazione diretta
| Ottantunesimi di Finale | Sessantaquattresimi di Finale | Trentaduesimi di Finale | Sedicesimi di Finale   | Quarti di Finale       | Semifinali             | Finale                 |
| ----------------------- | ----------------------------- | ----------------------- | ---------------------- | ---------------------- | ---------------------- | ---------------------- |
| Al meglio dei 7 frames  | Al meglio dei 7 frames        | Al meglio dei 7 frames  | Al meglio dei 7 frames | Al meglio dei 7 frames | Al meglio dei 7 frames | Al meglio dei 9 frames |

Il Ranking indicato è quello prima dell'inizio della competizione.
| Giocatore          | Giocatore      | Risultato | Ranking Giocatore 1 | Ranking Giocatore 2 |
| ------------------ | -------------- | --------- | ------------------- | ------------------- |
| Liu Yiqi           | Ma Hailong     | 4 - 0     | (Dilettante)        | (Dilettante)        |
| Qiu Yalong         | Ren Jiaxing    | 4 - 3     | (Dilettante)        | (Dilettante)        |
| Zhao Xintong       | Ma YongKun     | 4 - 0     | 47                  | (Dilettante)        |
| Mark Selby         | Long Zehuang   | 4 - 0     | 4                   | (Dilettante)        |
| Liu Hongyu         | Zhang Zhijie   | 4 - 1     | (Dilettante)        | (Dilettante)        |
| Liang Xialong      | Shen Jianming  | 4 - 2     | (Dilettante)        | (Dilettante)        |
| Wu Yize            | Yin Xiaowei    | 4 - 0     | (Dilettante)        | (Dilettante)        |
| Bai Yulu           | Shi Fangmin    | 4 - 1     | (Dilettante)        | (Dilettante)        |
| Wu Jialang         | Tian Wenshun   | 4 - 2     | (Dilettante)        | (Dilettante)        |
| Barry Hawkins      | Tang Jun       | 4 - 1     | 10                  | (Dilettante)        |
| Jackson Page       | Xu Yuan        | 4 - 0     | 110                 | (Dilettante)        |
| Zhang Jiankang     | Peng Yisong    | 4 - 1     | 87                  | (Dilettante)        |
| Xiao Feng          | Xie Xiang      | 4 - 1     | (Dilettante)        | (Dilettante)        |
| P Aerken           | Deng Jinhong   | 4 - 1     | (Dilettante)        | (Dilettante)        |
| Zhang Kai          | Rouzi Maimaiti | 4 - 1     | (Dilettante)        | (Dilettante)        |
| Michael Georgiou   | Kingsley Ang   | 4 - 1     | 51                  | (Dilettante)        |
| Jimmy Robertson    | Xing Zihao     | 4 - 0     | 23                  | (Dilettante)        |
| Jin Long           | Tian Chunming  | 4 - 1     | (Dilettante)        | (Dilettante)        |
| Deng Haohui        | Cai Jianzong   | 4 - 0     | (Dilettante)        | (Dilettante)        |
| Yao Pengcheng      | Ma Susu        | 4 - 1     | (Dilettante)        | (Dilettante)        |
| Su Mingzhi         | Mu Gueije      | 4 - 1     | (Dilettante)        | (Dilettante)        |
| Thepchaiya Un-Nooh | Tong Zhaoqing  | 4 - 0     | 37                  | (Dilettante)        |
| Craig Steadman     | Lei Zhen       | 4 - 2     | 75                  | (Dilettante)        |
| Xie Jintao         | Ren Jun        | 4 - 0     | (Dilettante)        | (Dilettante)        |
| Song Yang          | Gong Chenzhi   | 4 - 1     | (Dilettante)        | (Dilettante)        |
| Billy Joe Castle   | Dan Xianshu    | 4 - 2     | 126                 | (Dilettante)        |
| Li Jianbing        | Chen Qiyu      | 4 - 1     | (Dilettante)        | (Dilettante)        |
| Geng Mingqi        | Jordan Brown   | 4 - 3     | (Dilettante)        | 79                  |
| Mark Davis         | Fang Xiongman  | 4 - 3     | 41                  | (Dilettante)        |
| Liu Jiaming        | Zhou Jun       | 4 - 0     | (Dilettante)        | (Dilettante)        |
| Zhong Lin          | Zhao Hanyang   | 4 - 2     | (Dilettante)        | (Dilettante)        |
| Chen Ruifu         | Wang Zepeng    | 4 - 2     | (Dilettante)        | (Dilettante)        |
| Li Li              | Barrie Vesty   | 4 - 0     | (Dilettante)        | (Dilettante)        |
| Mark King          | Huang Jiahao   | 4 - 1     | 30                  | (Dilettante)        |
| Michael Holt       | Yang Zhongjie  | 4 - 1     | 44                  | (Dilettante)        |
| Jiang Jun          | Wang Peng      | 4 - 3     | (Dilettante)        | (Dilettante)        |
| Igor Figueiredo    | Deng Fuyi      | 4 - 2     | 119                 | (Dilettante)        |
| Chen Gang          | Qin Jianfeng   | 4 - 0     | (Dilettante)        | (Dilettante)        |
| Chen Xiaolong      | Huang Hao      | 4 - 3     | (Dilettante)        | (Dilettante)        |
| Lu Ning            | Qi Guoxiao     | 4 - 0     | 62                  | (Dilettante)        |
| Ricky Walden       | Guo Jiajun     | 4 - 1     | 26                  | (Dilettante)        |
| Xu Si              | Wu Junchi      | 4 - 1     | 106                 | (Dilettante)        |
| Yang Jiaxin        | Wu Jing        | 4 - 3     | (Dilettante)        | (Dilettante)        |
| Li Ting            | Yuan Wenbing   | 4 - 2     | (Dilettante)        | (Dilettante)        |
| Ma Chunmao         | Tao Guanyun    | 4 - 0     | (Dilettante)        | (Dilettante)        |
| Stuart Bingham     | Li Yan         | 4 - 0     | 13                  | (Dilettante)        |
| Feng Yu            | Elliot Slessor | 4 - 3     | (Dilettante)        | 74                  |
| Si Jiahui          | Tu Xuan        | 4 - 0     | 95                  | (Dilettante)        |
| Gao Yang           | Li Zhen        | 4 - 1     | (Dilettante)        | (Dilettante)        |

| Giocatore          | Giocatore        | Risultato | Ranking Giocatore 1 | Ranking Giocatore 2 |
| ------------------ | ---------------- | --------- | ------------------- | ------------------- |
| Zhou Yuelong       | Liu Yiqi         | 4 - 1     | 38                  | (Dilettante)        |
| Zhao Xintong       | Qiu Yalong       | 4 - 0     | 47                  | (Dilettante)        |
| Mark Selby         | Liu Hongyu       | 4 - 1     | 4                   | (Dilettante)        |
| Liang Xialong      | Wu Yize          | 4 - 3     | (Dilettante)        | (Dilettante)        |
| Zhang Yong         | Bai Yulu         | 4 - 1     | (Dilettante)        | (Dilettante)        |
| Barry Hawkins      | Wu Jialang       | 4 - 0     | 10                  | (Dilettante)        |
| Jackson Page       | Zhang Jiankang   | 4 - 1     | 110                 | 87                  |
| Pang Junxu         | Xiao Feng        | 4 - 0     | (Dilettante)        | (Dilettante)        |
| Mei Xiwen          | P Aerken         | 4 - 1     | 69                  | (Dilettante)        |
| Michael Georgiou   | Zhang Kai        | 4 - 0     | 51                  | (Dilettante)        |
| Jimmy Robertson    | Jin Long         | 4 - 1     | 23                  | (Dilettante)        |
| Chang Bingyu       | Deng Haohui      | 4 - 0     | 97                  | (Dilettante)        |
| Yao Pengcheng      | Bo Junjie        | 4 - 2     | (Dilettante)        | (Dilettante)        |
| Thepchaiya Un-Nooh | Su Mingzhi       | 4 - 0     | 37                  | (Dilettante)        |
| Craig Steadman     | Xie Jintao       | 4 - 1     | 75                  | (Dilettante)        |
| Zhao Jianbo        | Song Yang        | 4 - 1     | (Dilettante)        | (Dilettante)        |
| Zhang Anda         | Billy Joe Castle | 4 - 3     | 72                  | 126                 |
| Li Jianbing        | Geng Mingqi      | 4 - 3     | (Dilettante)        | (Dilettante)        |
| Mark Davis         | Liu Jiaming      | 4 - 1     | 41                  | (Dilettante)        |
| Luo Honghao        | Zhong Lin        | 4 - 2     | 70                  | (Dilettante)        |
| Chen Ruifu         | Huang Zhong      | 4 - 2     | (Dilettante)        | (Dilettante)        |
| Mark King          | Li Li            | 4 - 2     | 30                  | (Dilettante)        |
| Michael Holt       | Jiang Jun        | 4 - 3     | 44                  | (Dilettante)        |
| Igor Figueiredo    | Ju Reti          | 4 - 2     | 119                 | (Dilettante)        |
| Li Yingdong        | Chen Gang        | 4 - 0     | (Dilettante)        | (Dilettante)        |
| Lu Ning            | Chen Xiaolong    | 4 - 1     | 62                  | (Dilettante)        |
| Ricky Walden       | Xu Si            | 4 - 3     | 26                  | 106                 |
| Yang Jiaxin        | Zhang Yang       | 4 - 3     | (Dilettante)        | (Dilettante)        |
| Li Ting            | Luo Zehao        | 4 - 3     | (Dilettante)        | (Dilettante)        |
| Stuart Bingham     | Ma Chunmao       | 4 - 1     | 13                  | (Dilettante)        |
| Si Jiahui          | Feng Yu          | 4 - 1     | 95                  | (Dilettante)        |
| Li Hang            | Gao Yang         | 4 - 2     | 43                  | (Dilettante)        |

| Giocatore          | Giocatore       | Risultato | Ranking Giocatore 1 | Ranking Giocatore 2 |
| ------------------ | --------------- | --------- | ------------------- | ------------------- |
| Zhou Yuelong       | Zhao Xintong    | 4 - 3     | 38                  | 47                  |
| Mark Selby         | Liang Xialong   | 4 - 1     | 4                   | (Dilettante)        |
| Barry Hawkins      | Zhang Yong      | 4 - 1     | 10                  | (Dilettante)        |
| Pang Junxu         | Jackson Page    | 4 - 0     | (Dilettante)        | 110                 |
| Michael Georgiou   | Mei Xiwen       | 4 - 2     | 51                  | 69                  |
| Chang Bingyu       | Jimmy Robertson | 4 - 2     | 97                  | 23                  |
| Thepchaiya Un-Nooh | Yao Pengcheng   | 4 - 3     | 37                  | (Dilettante)        |
| Zhao Jianbo        | Craig Steadman  | 4 - 3     | (Dilettante)        | 75                  |
| Zhang Anda         | Li Jianbing     | 4 - 1     | 72                  | (Dilettante)        |
| Luo Honghao        | Mark Davis      | 4 - 3     | 70                  | 41                  |
| Mark King          | Chen Ruifu      | 4 - 2     | 30                  | (Dilettante)        |
| Igor Figueiredo    | Michael Holt    | 4 - 3     | 119                 | 44                  |
| Lu Ning            | Li Yingdong     | 4 - 1     | 62                  | (Dilettante)        |
| Ricky Walden       | Yang Jiaxin     | 4 - 0     | 26                  | (Dilettante)        |
| Stuart Bingham     | Li Ting         | 4 - 0     | 13                  | (Dilettante)        |
| Li Hang            | Si Jiahui       | 4 - 1     | 43                  | 95                  |

| Giocatore          | Giocatore        | Risultato | Ranking Giocatore 1 | Ranking Giocatore 2 |
| ------------------ | ---------------- | --------- | ------------------- | ------------------- |
| Mark Selby         | Zhou Yuelong     | 4 - 3     | 4                   | 38                  |
| Barry Hawkins      | Pang Junxu       | 4 - 2     | 10                  | (Dilettante)        |
| Chang Bingyu       | Michael Georgiou | 4 - 2     | 97                  | 51                  |
| Thepchaiya Un-Nooh | Zhao Jianbo      | 4 - 0     | 37                  | (Dilettante)        |
| Luo Honghao        | Zhang Anda       | 4 - 0     | 70                  | 72                  |
| Igor Figueiredo    | Mark King        | 4 - 1     | 119                 | 30                  |
| Ricky Walden       | Lu Ning          | 4 - 3     | 26                  | 62                  |
| Li Hang            | Stuart Bingham   | 4 - 2     | 43                  | 13                  |

| Giocatore          | Giocatore     | Risultato | Ranking Giocatore 1 | Ranking Giocatore 2 |
| ------------------ | ------------- | --------- | ------------------- | ------------------- |
| Mark Selby         | Barry Hawkins | 4 - 0     | 4                   | 10                  |
| Thepchaiya Un-Nooh | Chang Bingyu  | 4 - 1     | 37                  | 97                  |
| Igor Figueiredo    | Luo Honghao   | 4 - 3     | 119                 | 70                  |
| Li Hang            | Ricky Walden  | 4 - 0     | 43                  | 26                  |

| Giocatore          | Giocatore       | Risultato | Ranking Giocatore 1 | Ranking Giocatore 2 |
| ------------------ | --------------- | --------- | ------------------- | ------------------- |
| Thepchaiya Un-Nooh | Mark Selby      | 4 - 2     | 37                  | 4                   |
| Li Hang            | Igor Figueiredo | 4 - 2     | 43                  | 119                 |

| FINALE Haining Sports Centre, Haining, Cina, 26 ottobre 2019 ARBITRO: ? | FINALE Haining Sports Centre, Haining, Cina, 26 ottobre 2019 ARBITRO: ? | FINALE Haining Sports Centre, Haining, Cina, 26 ottobre 2019 ARBITRO: ? |
| Thepchaiya Un-Nooh (37)                                                 | 5 - 3                                                                   | Li Hang (43)                                                            |
| ----------------------------------------------------------------------- | ----------------------------------------------------------------------- | ----------------------------------------------------------------------- |
| SESSIONE UNICA:                                                         |                                                                         |                                                                         |
| MIGLIOR BREAK: CENTURY BREAKS:                                          |                                                                         | MIGLIOR BREAK: CENTURY BREAKS:                                          |
| Thepchaiya Un-Nooh vince l'Haining Open 2019                            |                                                                         |                                                                         |